# ノートルダム清心女子大学
ノートルダム清心女子大学（ノートルダムせいしんじょしだいがく、英語: Notre Dame Seishin University）は、 岡山県岡山市北区伊福町2-16-9に本部を置く私立大学。1886年創立、1949年大学設置。大学の略称は清心（せいしん）。

## 沿革
- 1886年6月 カトリックの教育修道会、ナミュール・ノートルダム修道女会（英語版）を設立母体として、岡山市西中山下に、市内域で最初の女学校「私立岡山女学校」として創立。設立当初は欧文学私塾「婦人英学舎」とも称した。
- 1889年 岡山市弓之町に移転。「私立玫瑰女学校」に改称。
- 1911年8月「清心高等女学校」に改名。
- 1944年 「岡山清心女子専門学校」創立（物理化学科、保健科、被服科）
- 1947年 英文科認可
- 1949年 ノートルダム清心女子大学創立、学芸学部（英文学専攻、家政学専攻）
- 1951年 岡山清心女子専門学校閉校
- 1952年 国文科新設、それに伴い、文学部（英文学科、国文学科）家政学部（家政学科）の2学部に改組
- 1961年 短期大学部（英文科）を広島に設置
- 1964年 児童学科増設　短期大学部はノートルダム清心女子短期大学として独立
- 1965年 食品・栄養学科増設　附属幼稚園開設
- 1967年 附属小学校開設
- 1982年 英文学科を英語英文学科に、国文学科を国語国文学科に名称変更
- 1995年 ノートルダム清心女子大学大学院 文学研究科修士課程（日本語日本文学専攻・英語英米文学専攻）・人間生活学研究科修士課程（人間発達学専攻・食品栄養学専攻）設置
- 1996年 家政学部を人間生活学部に、家政学科を人間生活学科に、食品・栄養学科を食品栄養学科に名称変更
- 1997年 ノートルダム清心女子大学大学院　文学研究科日本語日本文学専攻博士課程・人間生活学研究科人間生活学専攻修士課程設置
- 1999年 国語国文学科を日本語日本文学科に名称変更
- 2000年 ノートルダム清心女子大学大学院　人間生活学研究科人間複合科学専攻博士後期課程設置
- 2003年 現代社会学科開設
- 2024年 国際文化学部・情報デザイン学部を新設・新学棟(トリニティホール)建設[1]

## 文化財
- ノートルダムホール本館とノートルダムホール東棟は1929年（昭和4年）に建築。現在のチェコ出身の建築家アントニン・レーモンドが設計。2007年（平成19年）に文化庁の国の登録有形文化財に登録された。2017年度のDOCOMOMO JAPAN選定 日本におけるモダン・ムーブメントの建築に選ばれた[2]。

## 学部・学科
- 文学部
  - 英語英文学科
  - 日本語日本文学科
  - 現代社会学科
- 人間生活学部
  - 人間生活学科
  - 児童学科
  - 食品栄養学科
- 国際文化学部(2024年開設[3])
  - 国際文化学科
- 情報デザイン学部(2024年開設[4])
  - 情報デザイン学科

## 大学院
- 文学研究科
  - 日本語日本文学専攻（博士前期課程・博士後期課程）
  - 英語英米文学専攻（修士課程）
  - 社会文化学専攻（修士課程）
- 人間生活学研究科
  - 人間生活学専攻（修士課程）
  - 人間発達学専攻（修士課程）
    - 人間発達学コース
    - 臨床心理学コース

  - 食品栄養学専攻（修士課程）
  - 人間複合科学専攻（博士後期課程）

## 学内奨学金
給付型
- クビリー奨学金（学部2年次以上、大学院1年次以上）
- 新入生支援奨学金（学部1年次）
- 緊急・応急奨学金
- 通学応援奨学金（遠隔地からの通学者対象）
- アドバイザー推薦通学応援奨学金（遠隔地からの通学者対象）
- 一人暮らし応援奨学金（自宅外からの通学者対象）
- 大学院学生に対する学会等発表奨励金
- 海外留学生奨学金（留学協定大学への留学許可、人物・学業に優れた者）
- 海外活動支援奨学金
- 一般財団法人渡辺和子記念ノートルダム育英財団奨学金（岡山県内の大学、大学院または短大に在学する者）
- ノートルダム清心女子大学同窓会奨学金（学部2・3年次、大学院1年次）

免除型
- 清心ブルー＆ゴールド奨学金（一般選抜前期日程合格者のうち成績上位者、4年間）
- ノートルダム奨学賞（4年間）
- 災害支援奨学金
- 私費外国人留学生授業料減免（学部・大学院に在籍する私費外国人留学生（在留資格「留学」保有者））

## 対外関係
他の大学との協定
国際・学術交流等協定校（姉妹大学）
 アメリカ合衆国
- ノートルダム・デ・ナミュール大学（カリフォルニア州）
- エマヌエーレ・カレッジ (マサチューセッツ州)（マサチューセッツ州）
- トリニティ・ワシントン大学（ワシントンD.C.）
- スティーブンソン大学（メリーランド州）

 イギリス
- リバプール・ホープ大学（イングランド・マージーサイド州・リバプール）
- グラスゴー大学（スコットランド・グラスゴー）

 ベルギー
- ノートルダム教員養成大学 (バストーニュ)（リュクサンブール州・バストーニュ）
- ノートルダム教員養成大学 (ベルヘム)（アントウェルペン州・アントウェルペン）

国際・学術交流等協定校
 アメリカ合衆国
- コンコルディア大学 (カリフォルニア州)（カリフォルニア州）
- セントメリー大学 (テキサス)（テキサス州）
- サルヴェ・レジーナ大学（ロードアイランド州）

 カナダ
- ビクトリア大学（ビクトリア・ブリティッシュコロンビア州）

 オーストラリア
- オーストラリアカトリック大学（ノースシドニー、ストラスフィールド、ブリスベン、キャンベラ、バララット、メルボルン、アデレード）
- ノートルダムオーストラリア大学（シドニー、フリーマントル、ブルーム・西オーストラリア州）

 韓国
- 韓国カトリック大学（ソウル特別市）

 中国
- 北京外国語大学（北京市）
- 大連外国語大学（大連市）

 台湾（中華民国）
- 輔仁大学（新北市）
- 静宜大学（台中市）

## 出身者

### 政治
- 栗尾典子（岡山県笠岡市長）

### 文化
- 杉本章子（小説家）
- 上村典子（歌人）
- 森崎友紀（料理研究家）

### 芸能
- Qoonie（シンガーソングライター）
- 難波央江（ミス・ユニバース1987日本代表）
- 宮井えりな（女優、中退）

### 放送
- 淵脇正恵（鹿児島放送元アナウンサー）
- 本城みわ（フリーアナウンサー・タレント）
- 村松美保（フリーアナウンサー）
- 森下真由美（山陽放送元アナウンサー）
- 森谷佳奈（山陰放送アナウンサー）
- 船岳美希（フリーアナウンサー）
- 上代貴子（フリーアナウンサー）

## 附属校
- ノートルダム清心女子大学附属幼稚園 - 岡山県岡山市北区
- ノートルダム清心女子大学附属小学校 - 岡山県岡山市北区

## 姉妹校
- 清心中学校・清心女子高等学校 - 岡山県倉敷市
- ノートルダム清心中学校・高等学校 - 広島県広島市西区
- 新潟清心女子中学校・高等学校 - 新潟県新潟市西区